# Wirtuoz 3231
Wirtuoz (Wirtuoz 3231) – polski lampowy monofoniczny radioodbiornik średniej klasy, wytwarzany w Warszawie w Zakładach Radiowych im. Kasprzaka. Dostosowany do odbioru stacji radiowych na falach długich, średnich, krótkich i UKF.
Premierowy pokaz urządzenia na Międzynarodowych Targach Poznańskich odbył się w 1966 r.

## Charakterystyka
Układ odbiornika jest superheterodyną, zawiera 6 lamp elektronowych całoszklanych, dziewięcionóżkowych typu nowal (ECC85 obsługa FM – wzmacniacz w.cz., oscylator, mieszacz, ECH81 lokalny oscylator w.cz. i mieszacz, EBF89 wzmacniacz p.cz. i detektor AM, ECC83 przedwzmacniacz napięciowy m.cz., EL84 wzmacniacz mocy m.cz., EM84 optyczny wskaźnik dostrojenia). W układzie elektronicznym zastosowano również dwie półprzewodnikowe diody germanowe DOG53. Połączenia wykonane są na płytce drukowanej ustawionej pionowo, z lampami znajdującymi w położeniu poziomym, co sprzyja odprowadzaniu ciepła ze szklanej bańki.
Odbiornik Wirtuoz ma wewnątrz obudowy, po prawej stronie, antenę ferrytową dla zakresów fal długich i średnich. Zakresy fal radiowych zmienia się przy pomocy przełącznika klawiszowego, umieszczonego z przodu obudowy na dole.
W torze przetwarzającym sygnał FM zastosowano układ automatycznej regulacji częstotliwości.
Na końcu toru m.cz. zastosowano dwa przetworniki elektroakustyczne: okrągły głośnik niskotonowy (typu GD-20/5F) wbudowano po lewej stronie skrzynki, a owalny wysokotonowy (typu GDW-14,5x9,5/1,5) – jak w radioodbiorniku Goplana 3211, ponad dedykowanym wycięciem w płytce z obwodami drukowanymi. Regulacji tonów niskich i wysokich można dokonać na dwa sposoby: płynnie – przy pomocy dwóch pokręteł znajdujących się obok regulatora siły głosu oraz skokowo – za pomocą klawiszy, powodujących obcięcie tonów niskich lub wysokich. Tor wzmacniający sygnał audio można użyć jako wzmacniacz dla gramofonu – zewnętrznego źródła sygnału. Gniazdo wejściowe dla gramofonu z tyłu skrzynki.
Z tyłu odbiornika znajdują się: gniazda antenowe dla zewnętrznych anten (jedna dla zakresu DSK i druga dla zakresu UKF), gniazdo uziemienia, gniazdo DIN dla magnetofonu, a także gniazdo dla dodatkowego głośnika zewnętrznego.